# Brauereihoffest
Brauereihoffeste sind Open-Air-Veranstaltungen verschiedener Brauereien.

## Großostheim
An einem Aprilwochenende findet jährlich das Brauereihoffest der Eder & Heylands Brauerei statt.

## Herzogenaurach
In den „geraden“ Jahren veranstaltet die Brauerei Heller zu Pfingsten ein Brauereihoffest.

## Jever
Alle zwei Jahre im September verbindet das Friesische Brauhaus zu Jever einen Tag der offenen Tür mit einem Brauereihoffest.

## Mossautal
Jährlich im Juli veranstaltete die Privat-Brauerei Schmucker ein Brauereihoffest in Ober-Mossau, zuletzt im Jahr 2019.

## Rostock
Die Hanseatische Brauerei Rostock veranstaltet Ende Mai / Anfang Juni alle zwei Jahre ein Brauereihoffest.

## Stralsund
Das Brauereihoffest fand von 1997 bis 2009 jeweils an einem Wochenende im Sommer auf dem Gelände der Stralsunder Brauerei statt. Mit über 20.000 Besuchern war die Veranstaltung eine der bedeutendsten in Vorpommern. Erstmals wurde das Brauereihoffest am 27. Juni 1997 veranstaltet.
Im Jahr 2007 wurde das Hoffest in Zusammenhang mit dem G8-Gipfel abgesagt. Im Jahr 2009 setzte die Brauerei die Reihe mit einem veränderten Konzept fort; die Veranstaltung wurde auf einen Tag beschränkt.

## Schönbrunn (Wunsiedel)
Alle zwei Jahre im Mai eröffnet das Lang-Bräu aus Schönbrunn (Wunsiedel) mit einem „Mutterfass-Anstich“ sein Brauereihoffest.

## Wiesen
Das Bürgerliches Brauhaus Wiesen veranstaltet Brauereihoffeste im September.

## Andere Orte
Auch in anderen Brauereien finden auf den Brauereihof Feste statt, die dem Charakter nach Brauereihoffeste sind, aber andere Namen haben. Beispiele sind die Landskronbrauerei Görlitz (Kulturbrauerei) und die Privatbrauerei Hoepfner Karlsruhe (Burgfest).

## Belege
1. ↑  Ostsee-Zeitung Stralsund, 4. April 2009: „Comeback für Brauerei-Hoffest“